# Castellio gegen Calvin
Castellio gegen Calvin oder Ein Gewissen gegen die Gewalt ist eine historische Monografie von Stefan Zweig aus dem Jahr 1936. Zweig verschlüsselt darin seine Wahrnehmung des Nationalsozialismus und übt mit der Darstellung der Vorgänge im calvinistischen Genf des 16. Jahrhunderts zugleich Kritik am Totalitarismus der Nazis.

## Inhalt
Nach einer ausführlichen Beschreibung des als diktatorisch beschriebenen Zeitabschnitts, den die Stadt Genf erlebte und den Jean Calvin („Genfer Diktator“ und „genialer Organisator“) mit seiner Kirchenzucht maßgeblich prägte („bei der Predigt eingeschlafen: Gefängnis“ usw. – Kap. 4), wird ebenso ausführlich auf den Werdegang von Sebastian Castellio eingegangen. Daraufhin wird geschildert, wie es zum Gegensatz zwischen liberaler Reformation (Castellio) und orthodoxer Reformation (Calvin) kommt, in einem Kontext zweier ebenbürtiger Männer. Dieser Gegensatz flammt nach dem Tode von Miguel Servet auf dem Scheiterhaufen völlig auf. Deshalb wird in Kap. 6 zuerst ausführlich geschildert, wie es so weit kam. Aufgrund einer vergleichbaren Beharrlichkeit kombiniert mit Realitätsverweigerung vergleicht Zweig Servet mit Don Quichotte, gerade in seinem Schriftwechsel mit Calvin. Servet musste als Exempel sterben, weil ein anderer Ketzer, Bolsec, zuvor nur verbannt wurde und weiter aktiv war. Ausführlich auch der Dialog zwischen Farel und Servet auf dem Scheiterhaufen (Kap. 7).
Aus diesem Anlass schreibt Castellio seine Kampfschrift De haereticis, in die er seine ausgezeichnete Argumentierkunst und Bibelkenntnis zusammenführt. Er erinnert Calvin auch an seine eigene (frühere) Buchaussage, wonach es verbrecherisch sei, Ketzer zu töten. Eine spätere Streitschrift Castellios, Contra libellum Calvini, wurde aufgrund des bis Basel reichenden Einflusses Calvins zunächst gar nicht gedruckt: „Wie Servet durch den Scheiterhaufen, so ist Castellio nun durch die Zensur stumm gemacht“. Im weiteren Verlauf wird der Streit um die Prädestinationslehre Calvins offen ausgefochten. Immer mehr wird Castellio zu einem Verfechter religiöser Toleranz, der seiner Zeit weit voraus ist.
Im letzten Kapitel wird die weitere Entwicklung nach Castellios Tod (1563) beschrieben. „… von 1603 an erscheint in Neudrucken und holländischen Übertragungen eine nach der andern, überall Aufsehen erregend und immer steigende Bewunderung. Mit einemmal erweist es sich, daß die Idee Castellios keineswegs begraben gewesen, sondern nur gleichsam die härteste Zeit überwintert hat“.

## Interpretation
Die Interpretation von Castellio gegen Calvin muss im Kontext der Zeit geschehen: 1936 geschrieben, also neunzehn Jahre nach Beginn der kommunistischen Diktatur in der Sowjetunion und drei Jahre nach der „Machtergreifung“ der NSDAP in Deutschland, behandelt es den Kampf eines „Gewissens gegen die Gewalt“, wobei die Figur Calvins eindeutige Parallelen zu Josef Stalin und Adolf Hitler aufweist. Der schon wuchernde kommunistische Totalitarismus und der Faschismus in Deutschland dürften Zweig in tiefe Besorgnis versetzt und dazu veranlasst haben, nach Triumph und Tragik des Erasmus von Rotterdam (erschienen 1934) ein zweites Buch zu schreiben, das sich entschieden gegen Intoleranz und menschenfeindliche Ideologien richtet. Calvin dient Zweig fast schon als Allegorie des Antihumanismus, Castellio als einsamer Rufer für einen friedlichen Dialog, Gewaltlosigkeit und gegenseitigen Respekt. Dass das Buch also als Kritik an der Entwicklung in Deutschland bzw. in ganz Europa gedacht ist, kann nicht geleugnet werden. Zweig verleiht seiner Botschaft im Vorwort auch einen sehr konkreten politischen Aspekt, wenn er sagt: „Diese immer wieder notwendige Abgrenzung zwischen Freiheit und Autorität bleibt keinem Volke, keiner Zeit und keinem denkenden Menschen erspart: denn Freiheit ist nicht möglich ohne Autorität (sonst wird sie zum Chaos) und Autorität nicht ohne Freiheit (sonst wird sie zur Tyrannei).“

## Ausgaben
- Erstausgabe: Castellio gegen Calvin oder ein Gewissen gegen die Gewalt. Herbert Reichner Verlag, Wien, Leipzig, Zürich 1936.
- Taschenbuch: Castellio gegen Calvin oder ein Gewissen gegen die Gewalt (= Fischer-Taschenbuch 2295). Fischer Taschenbuch Verlag, Frankfurt am Main 1985, ISBN 3-596-22295-8.
- Werkausgabe: Castellio gegen Calvin oder Ein Gewissen gegen die Gewalt In: Knut Beck (Hrsg.): Gesammelte Werke in Einzelbänden. 3. Auflage, S. Fischer, Frankfurt am Main 1987, ISBN 3-10-097071-3.